# Tour d'Espagne 2017
Le Tour d'Espagne 2017 (en espagnol : Vuelta a España 2017) est la 72e édition de cette course cycliste sur route. Le départ est donné le 19 août à Nîmes, en France, et l'arrivée a lieu le 10 septembre à Madrid. Il s'agit du troisième et dernier grand tour de la saison et de la 30e épreuve de l'UCI World Tour 2017. 
Il est remporté par Christopher Froome, qui est ainsi le premier Britannique à s'imposer sur cette course (il ne sera déclaré vainqueur de l'édition 2011 qu'en 2019). Vainqueur du Tour de France deux mois auparavant, il est le troisième coureur à réaliser ce doublé et le premier dans cet ordre (Jacques Anquetil en 1963 et Bernard Hinault en 1978 avaient fait le doublé Vuelta-Tour). Christopher Froome devance au classement général l'Italien Vincenzo Nibali (Bahrain-Merida) et le Russe Ilnur Zakarin (Katusha-Alpecin). Il s'est emparé du maillot rouge au troisième jour de course et l'a conservé ensuite, gagnant au passage deux étapes. Il remporte en outre les classements par points et du combiné. L'Italien Davide Villella (Cannondale-Drapac) s'impose au classement de la montagne et le Colombien Miguel Ángel López (Astana), huitième au classement général, est le meilleur jeune. Ce Tour d'Espagne est la dernière course d'Alberto Contador, qui gagne l'avant-dernière étape à l'Angliru et le prix de la combativité.
Le 13 décembre 2017, les quotidiens Le Monde et The Guardian révèlent que Christopher Froome a fait l'objet d'un contrôle antidopage anormal à l’issue de la 18e étape, le 7 septembre. Une concentration de salbutamol de 2 000 ng/L a été détectée lors du contrôle, alors que la limite autorisée est de 1 000 ng/L. 

## Présentation

### Parcours
La course par étapes se déroule sur trois semaines entre Nîmes en France et à Madrid. C'est la première fois que le départ de l'épreuve est donné de France et seulement la troisième fois qu'il a lieu de l'étranger, après 1997 (Portugal) et 2009 (Pays-Bas).
Le parcours du Tour d'Espagne 2017 est révélé le 13 janvier 2017. Conformément à la tradition des dernières années, la course commence avec un contre-la-montre par équipes. La troisième étape voit la course quitter la France, avec une étape montagneuse à Andorre-la-Vieille. La première arrivée en montée a lieu lors de la cinquième étape, avec une arrivée au sommet de l'Ermitage de Sant Benet i Santa Llúcia. Un contre-la-montre de 41 kilomètres est au programme de la 16e étape. L'étape reine de la Vuelta est la 20e étape, qui dispose d'une arrivée au sommet du mythique Angliru. Enfin, la dernière étape est le circuit habituel dans les rues de Madrid. 

### Équipes
| WorldTeams (18)- AG2R La Mondiale - Astana - Bahrain-Merida - BMC Racing Team - Bora-Hansgrohe - Cannondale-Drapac - Dimension Data - FDJ - Katusha-Alpecin - Lotto NL-Jumbo - Lotto-Soudal - Movistar Team - Orica-Scott - Quick-Step Floors - Sky - Team Sunweb - Trek-Segafredo - UAE Team Emirates Équipes continentales professionnelles (4)- Aqua Blue Sport - Caja Rural-Seguros RGA - Cofidis, Solutions Crédits - Manzana Postobón |
| |

### Favoris

#### Favoris pour le classement général
Le quadruple vainqueur du Tour de France (2013, 2015, 2016, 2017) Christopher Froome tente de réaliser le doublé Tour-Vuelta après sa victoire sur le Tour de France 2017. Il ne l'a jamais remporté, se classant à trois reprises à la 2e place (2011, 2014, 2016). Le triple vainqueur du Tour d'Espagne Alberto Contador (2008, 2012, 2014), ayant également remporté deux fois le Tour de France (2007, 2009) et deux fois le Tour d'Italie (2008, 2015), participe pour la dernière fois, ayant déclaré qu'il prendrait sa retraite à la suite de l'épreuve.
On note également la présence parmi les principaux favoris de Vincenzo Nibali, vainqueur en 2010 et auteur de neuf podiums sur les grands Tours (deux victoires au Giro en 2013 et 2016 et une victoire sur le Tour en 2014), Fabio Aru, vainqueur en 2015 et auteur de deux podiums au Giro (2014, 2015), Romain Bardet, 2e du Tour 2016 et 3e en 2017, dont c'est la première participation à la Vuelta. On peut citer également les trois coureurs d'Orica-Scott : Esteban Chaves, 3e en 2016 et 2e du Giro 2016, Adam Yates, 4e du Tour 2016 et 9e du Giro 2017, ainsi que son frère jumeau Simon Yates, 6e en 2016 et 7e du Tour 2017.
On peut citer parmi les outsiders Ilnur Zakarin, 5e du Giro 2017, Rafal Majka, 3e en 2015, Steven Kruijswijk, 4e du Giro 2016, Miguel Ángel López, vainqueur du Tour de Suisse en 2016, Bob Jungels, 6e du Giro 2016 puis 8e du Giro 2017, et son coéquipier David de la Cruz, 7e en 2016, ou encore Daniel Moreno, quatre fois dans le top 10, et Marc Soler, vainqueur du Tour de l'Avenir 2015, dans une équipe Movistar sans grand leader.

#### Sprinteurs
On note que cette édition de la Vuelta possède seulement six étapes de plaine. De plus, les étapes 9 (quatre derniers kilomètres à 9 %) et 10 (col à 6,5 % à 20 km de l'arrivée) possèdent un final compliqué. Seules quatre étapes ont donc un final favorable aux sprinteurs, les meilleurs d'entre eux ne sont pas présents.
On note quand même la présence de John Degenkolb, Sacha Modolo, Kenneth Vanbilsen, Jens Debusschere, Matteo Trentin, José Joaquín Rojas, Juan José Lobato et Marco Haller.

### Règlement de la course

#### Règlement du classement général
Le classement général, dont le leader porte le maillot rouge, s'établit en additionnant les temps réalisés à chaque étape, puis en ôtant d'éventuelles bonifications (10, 6 et 4 s à l'arrivée des étapes en ligne et 3, 2 et 1 s à chaque sprint intermédiaire). En cas d'égalité, les critères de départage, dans l'ordre, sont : centièmes de seconde enregistrés lors des contre-la-montre, addition des places obtenues lors de chaque étape, place obtenue lors de la dernière étape.

#### Règlement du classement par points
À l'issue de chaque étape le leader du classement par points dont le leader porte le maillot vert, est l'addition des points attribués à l'arrivée des étapes (25, 20, 16, 14, 12 et 10 points puis en ôtant 1 pt par place perdue jusqu'au 15e, qui reçoit donc 1 pt) et aux sprints intermédiaires (4, 2 et 1 points). Il est à signaler qu'il n'y a qu'un seul sprint intermédiaire par étape en ligne.
En cas d'égalité de points, les critères de départage, dans l'ordre, sont : nombre de victoires d'étape, de sprints intermédiaires, classement général. Pour être déclaré vainqueur du classement par points, le coureur se doit de terminer le Tour d'Espagne.

#### Règlement du classement de la montagne
Le classement de la montagne, dont le leader porte le maillot blanc à pois bleu est établi en fonction du barème suivant, identique à 2016:
- Cima Alberto Fernandez : 20, 15, 10, 6, 4 et 2 points aux 6 premiers coureurs classés
- Côte hors-catégorie : 15, 10, 6, 4 et 2 points aux 5 premiers coureurs classés
- Côte de 1re catégorie : 10, 6, 4, 2 et 1 point aux 5 premiers coureurs classés
- Côte de 2e catégorie : 5, 3 et 1 point aux 3 premiers coureurs classés
- Côte de 3e catégorie : 3, 2 et 1 point aux 3 premiers coureurs classés

En cas d'égalité de points, les critères de départage, dans l'ordre, sont : nombre de premières places dans la Cima Alberto Fernadez, les ascensions Hors-catégorie, de 1re, de 2e, puis de 3e catégorie, classement général.

#### Règlement du classement du combiné
Le classement du combiné, dont le leader porte le maillot blanc, est la somme des places de chaque coureur dans le classement général, le classement par points et le classement de la montagne. Pour être classé, un coureur doit figurer dans les 3 classements. Si aucun coureur ne remplit cette condition, on regarde les coureurs se trouvant dans 2 classements. En cas d'égalité de points, le critère de départage est le classement général.

#### Règlement des autres classements annexes
- Le classement par équipes de l'étape est obtenu par la somme des trois meilleurs temps individuels de chaque équipe (bonifications non comprises), sauf lors du contre-la-montre par équipe, où l'on prend le temps de l'équipe multiplié par 5. En cas d'égalité, les critères de départage, dans l'ordre, sont : addition des places des 3 premiers coureurs des équipes concernées, place du meilleur coureur sur l'étape. Le classement général est obtenu par somme des temps obtenus par l'équipe à chaque étape. En cas d'égalité, les critères de départage, dans l'ordre, sont : nombre de premières places dans le classement par équipes du jour, nombre de deuxièmes places dans le classement par équipes du jour, etc., place au classement général du meilleur coureur des équipes concernées[2].
- Le prix de la combativité récompense « le coureur le plus généreux dans l’effort et manifestant le meilleur esprit sportif ». Ce prix, établi dans les étapes en ligne, est décerné le public qui choisira chaque jour parmi trois noms sélectionnés par un jury présidé par le directeur de l’organisation. Le combatif de l’étape porte dans l’étape suivante un dossard rouge. La procédure est la même pour décerner en fin de tour le prix du super-combatif[2].
- Un classement du meilleur jeune est mis en place pour la première fois de l'histoire de la course. Il est sponsorisé par le quotidien AS, qui fête ses 50 ans. Le meilleur coureur du classement général né après le 1er janvier 1992 porte un dossard rouge durant chaque étape pour identifier le leader du classement[3]. Un podium protocolaire est aussi prévu pour récompenser le meilleur jeune à Madrid[4].

#### Primes
Le montant des prix et des primes distribués par l'organisateur se montent à 1 115 230 €. Le tableau ci-dessous liste les primes accordées aux premiers d'étapes et aux vingt premiers du classement final :
| Position           | 1er       | 2e       | 3e       | 4e       | 5e       | 6e      | 7e      | 8e      | 9e      | 10e au 20e |
| Classement général | 150 000 € | 57 000 € | 30 000 € | 15 000 € | 12 500 € | 9 000 € | 9 000 € | 6 000 € | 6 000 € | 3 800 €    |
| Par étape          | 11 000 €  | 5 500 €  | 2 700 €  | 1 500 €  | 1 100 €  | 900 €   | 900 €   | 650 €   | 650 €   | 360 €      |

- Le détenteur du maillot rouge (1er du classement général) reçoit une récompense quotidienne de 500 €.
- Le détenteur du maillot vert (1er du classement par points) reçoit une récompense quotidienne de 100 €.
- Le détenteur du maillot blanc à pois bleus (1er du classement de la montagne) reçoit une récompense quotidienne de 100 €.
- Le détenteur du maillot blanc (1er du classement du combiné) reçoit une récompense quotidienne de 70 €.

Le tableau ci-dessous liste les primes accordées en ce qui concerne les prix du meilleur sprinteur (maillot vert) :
| Position               | 1er      | 2e      | 3e      |
| Classement par points  | 11 000 € | 5 000 € | 2 000 € |
| Sprints intermédiaires | 550 €    | 180 €   | 95 €    |

Le tableau ci-dessous liste les primes accordées en ce qui concerne les prix du meilleur grimpeur (maillot à pois bleus) :
| Position                    | 1er      | 2e      | 3e      |
| Classement par points       | 13 000 € | 6 600 € | 3 500 € |
| Cima Alberto Fernandez      | 1 000 €  | 520 €   | -       |
| Cols hors catégorie         | 920 €    | 615 €   | -       |
| Cols de première catégorie  | 460 €    | 310 €   | -       |
| Cols de deuxième catégorie  | 230 €    | 155 €   | -       |
| Cols de troisième catégorie | 115 €    | 80 €    | -       |

Le tableau ci-dessous liste les primes accordées en ce qui concerne les prix du combiné (maillot blanc) :
| Position              | 1er      | 2e      | 3e      |
| Classement par points | 11 000 € | 5 000 € | 2 000 € |

Le tableau ci-dessous liste les primes accordées en ce qui concerne les prix de la meilleure équipe :
| Position       | 1er      | 2e      | 3e      | 4e      | 5e      | 6e      | 7e      | 8e      |
| Classement     | 12 500 € | 7 500 € | 5 500 € | 4 300 € | 3 200 € | 2 200 € | 1 100 € | 1 000 € |
| À chaque étape | 400 €    | 200 €   | 100 €   |         |         |         |         |         |

- Chaque jour (hors contres la montre), le plus combatif reçoit une récompense de 200 €. Le super-combatif reçoit une récompense de 3 000 €.
- Le coureur né après 1er janvier 1992, le mieux classé au classement général reçoit après chaque étape un prix de 150 €.
- Lors des étapes en ligne, un prix du fair-play d'un montant de 100 € est attribué[2].

## Étapes

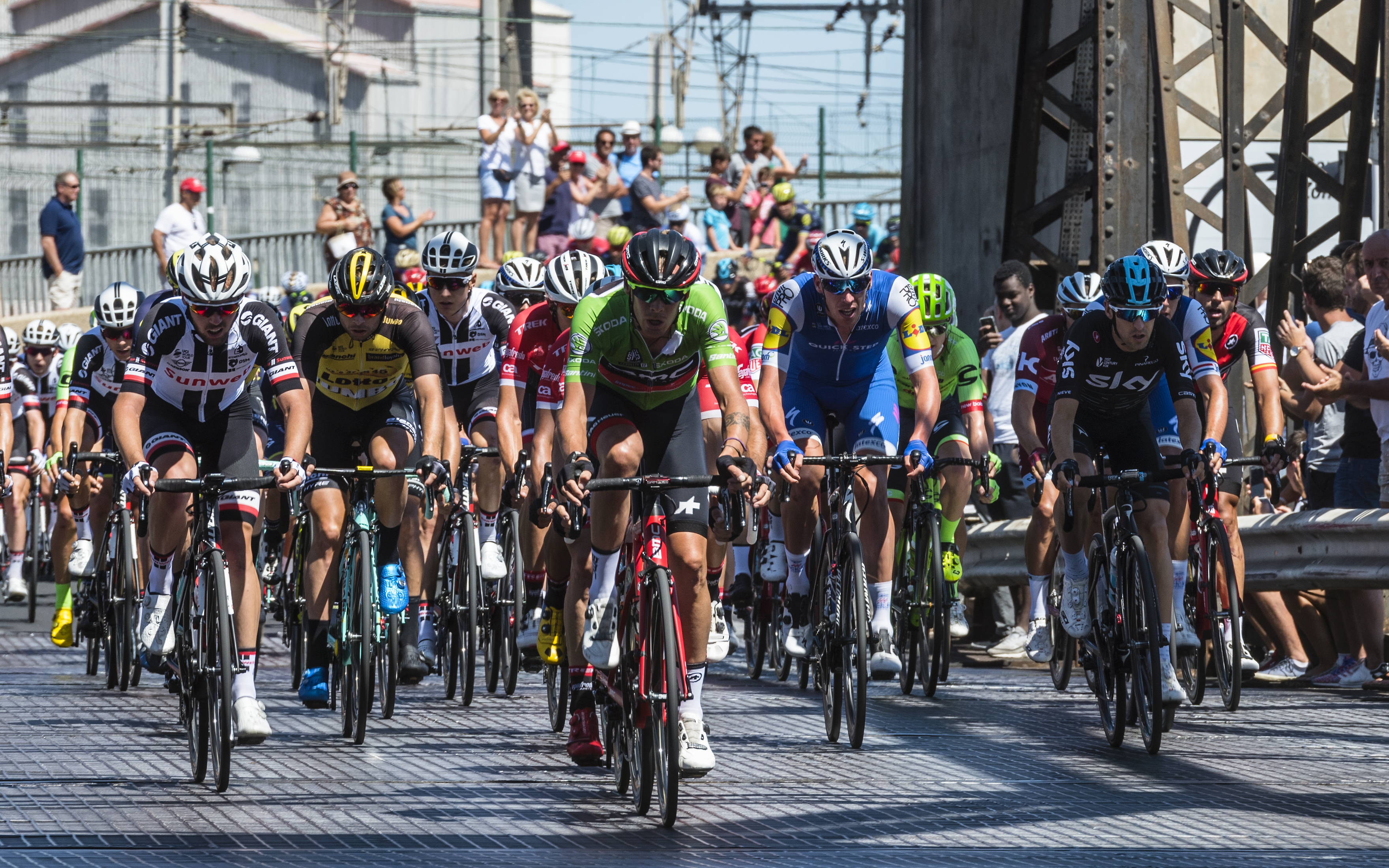
2e étape le 20 août à Sète

| Étape     | Date     | Villes étapes                       | type                         | Distance (km) | Vainqueur d'étape  | Leader du classement général |
| --------- | -------- | ----------------------------------- | ---------------------------- | ------------- | ------------------ | ---------------------------- |
| 1re étape | 19 août  | Nîmes – Nîmes                       | contre-la-montre par équipes | 13,7          | BMC Racing Team    | Rohan Dennis                 |
| 2e étape  | 20 août  | Nîmes – Gruissan                    | étape de plaine              | 203,4         | Yves Lampaert      | Yves Lampaert                |
| 3e étape  | 21 août  | Prades – Andorre-la-Vieille         | étape de montagne            | 158,5         | Vincenzo Nibali    | Christopher Froome           |
| 4e étape  | 22 août  | Escaldes-Engordany – Tarragone      | étape de plaine              | 198,2         | Matteo Trentin     | Christopher Froome           |
| 5e étape  | 23 août  | Benicàssim – Alcoceber              | étape de moyenne montagne    | 175,7         | Alexey Lutsenko    | Christopher Froome           |
| 6e étape  | 24 août  | Villarreal – Sagonte                | étape vallonnée              | 204,4         | Tomasz Marczyński  | Christopher Froome           |
| 7e étape  | 25 août  | Llíria – Cuenca                     | étape vallonnée              | 207           | Matej Mohorič      | Christopher Froome           |
| 8e étape  | 26 août  | Hellín – Xorret de Catí             | étape de moyenne montagne    | 199,5         | Julian Alaphilippe | Christopher Froome           |
| 9e étape  | 27 août  | Orihuela – Benitachell              | étape de moyenne montagne    | 174           | Christopher Froome | Christopher Froome           |
|           | 28 août  | Jour de repos à Caravaca de la Cruz | Jour de repos                |               |                    |                              |
| 10e étape | 29 août  | Caravaca de la Cruz – ElPozo        | étape vallonnée              | 164,8         | Matteo Trentin     | Christopher Froome           |
| 11e étape | 30 août  | Lorca – Observatoire de Calar Alto  | étape de montagne            | 187,5         | Miguel Ángel López | Christopher Froome           |
| 12e étape | 31 août  | Motril – Antequera                  | étape vallonnée              | 160,1         | Tomasz Marczyński  | Christopher Froome           |
| 13e étape | 1 sept.  | Coin – Tomares                      | étape de plaine              | 198,4         | Matteo Trentin     | Christopher Froome           |
| 14e étape | 2 sept.  | Écija – Sierra de la Pandera        | étape de montagne            | 175           | Rafał Majka        | Christopher Froome           |
| 15e étape | 3 sept.  | Alcalá la Real – Sierra Nevada      | étape de montagne            | 129,4         | Miguel Ángel López | Christopher Froome           |
|           | 4 sept.  | Jour de repos à Los Arcos           | Jour de repos                |               |                    |                              |
| 16e étape | 5 sept.  | circuit de Navarre – Logroño        | contre-la-montre individuel  | 40,2          | Christopher Froome | Christopher Froome           |
| 17e étape | 6 sept.  | Villadiego – Arredondo              | étape de montagne            | 180,5         | Stefan Denifl      | Christopher Froome           |
| 18e étape | 7 sept.  | Suances – Santo Toribio de Liébana  | étape vallonnée              | 169           | Sander Armée       | Christopher Froome           |
| 19e étape | 8 sept.  | Casu – Gijón                        | étape vallonnée              | 149,7         | Thomas De Gendt    | Christopher Froome           |
| 20e étape | 9 sept.  | Corvera de Asturias – Angliru       | étape de montagne            | 117,5         | Alberto Contador   | Christopher Froome           |
| 21e étape | 10 sept. | Arroyomolinos – Madrid              | étape de plaine              | 117,6         | Matteo Trentin     | Christopher Froome           |

## Classements finals

### Classement général final

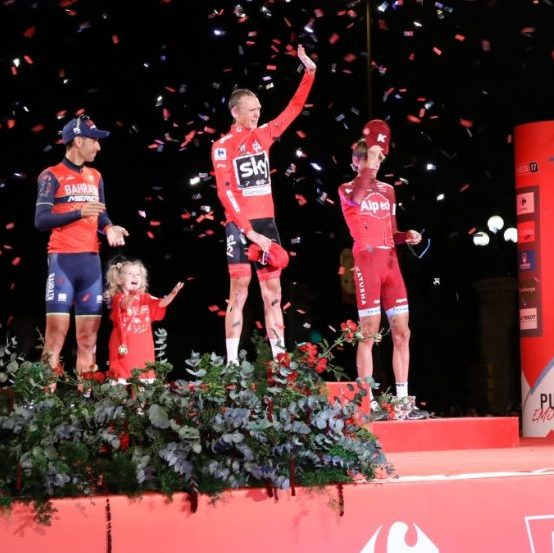
Podium de la Vuelta.

| \| Classement général \| Classement général \| Classement général \| Classement général \| Classement général \| \| Coureur \| Coureur \| Pays \| Équipe \| Temps \| \| ------------------ \| ------------------ \| ------------------ \| ------------------ \| ------------------ \| \| 1er \| Christopher Froome \| Royaume-Uni \| Team Sky \| 82 h 30 min 02 s \| \| 2e \| Vincenzo Nibali \| Italie \| Bahrain-Merida \| + 2 min 15 s \| \| 3e \| Ilnur Zakarin \| Russie \| Katusha-Alpecin \| + 2 min 51 s \| \| 4e \| Wilco Kelderman \| Pays-Bas \| Team Sunweb \| + 3 min 15 s \| \| 5e \| Alberto Contador \| Espagne \| Trek-Segafredo \| + 3 min 18 s \| \| 6e \| Wout Poels \| Pays-Bas \| Team Sky \| + 6 min 59 s \| \| 7e \| Michael Woods \| Canada \| Cannondale-Drapac \| + 8 min 27 s \| \| 8e \| Miguel Ángel López \| Colombie \| Astana \| + 9 min 13 s \| \| 9e \| Steven Kruijswijk \| Pays-Bas \| LottoNL-Jumbo \| + 11 min 18 s \| \| 10e \| Tejay van Garderen \| États-Unis \| BMC Racing Team \| + 15 min 50 s \| |                    |             |                   |                  |
| |                    |             |                   |                  |
| Source : ProCyclingStats |                    |             |                   |                  |
| Classement général |                    |             |                   |                  |
| Coureur | Coureur            | Pays        | Équipe            | Temps            |
| 1er | Christopher Froome | Royaume-Uni | Team Sky          | 82 h 30 min 02 s |
| 2e | Vincenzo Nibali    | Italie      | Bahrain-Merida    | + 2 min 15 s     |
| 3e | Ilnur Zakarin      | Russie      | Katusha-Alpecin   | + 2 min 51 s     |
| 4e | Wilco Kelderman    | Pays-Bas    | Team Sunweb       | + 3 min 15 s     |
| 5e | Alberto Contador   | Espagne     | Trek-Segafredo    | + 3 min 18 s     |
| 6e | Wout Poels         | Pays-Bas    | Team Sky          | + 6 min 59 s     |
| 7e | Michael Woods      | Canada      | Cannondale-Drapac | + 8 min 27 s     |
| 8e | Miguel Ángel López | Colombie    | Astana            | + 9 min 13 s     |
| 9e | Steven Kruijswijk  | Pays-Bas    | LottoNL-Jumbo     | + 11 min 18 s    |
| 10e | Tejay van Garderen | États-Unis  | BMC Racing Team   | + 15 min 50 s    |

### Classements annexes
| Classement par points | Classement par points | Classement par points | Classement par points | Classement par points |
| Coureur               | Coureur               | Pays                  | Équipe                | Points                |
| --------------------- | --------------------- | --------------------- | --------------------- | --------------------- |
| 1er                   | Christopher Froome    | Royaume-Uni           | Team Sky              | 158 pts               |
| 2e                    | Matteo Trentin        | Italie                | Quick-Step Floors     | 156 pts               |
| 3e                    | Vincenzo Nibali       | Italie                | Bahrain-Merida        | 128 pts               |
| 4e                    | Alberto Contador      | Espagne               | Trek-Segafredo        | 105 pts               |
| 5e                    | Wilco Kelderman       | Pays-Bas              | Team Sunweb           | 97 pts                |
| 6e                    | Ilnur Zakarin         | Russie                | Katusha-Alpecin       | 93 pts                |
| 7e                    | Miguel Ángel López    | Colombie              | Astana                | 90 pts                |
| 8e                    | José Joaquín Rojas    | Espagne               | Movistar Team         | 70 pts                |
| 9e                    | Michael Woods         | Canada                | Cannondale-Drapac     | 61 pts                |
| 10e                   | Esteban Chaves        | Colombie              | Orica-Scott           | 61 pts                |

| Classement par points | Classement par points | Classement par points | Classement par points | Classement par points |
| Coureur               | Coureur               | Pays                  | Équipe                | Points                |
| --------------------- | --------------------- | --------------------- | --------------------- | --------------------- |
| 1er                   | Christopher Froome    | Royaume-Uni           | Team Sky              | 158 pts               |
| 2e                    | Matteo Trentin        | Italie                | Quick-Step Floors     | 156 pts               |
| 3e                    | Vincenzo Nibali       | Italie                | Bahrain-Merida        | 128 pts               |
| 4e                    | Alberto Contador      | Espagne               | Trek-Segafredo        | 105 pts               |
| 5e                    | Wilco Kelderman       | Pays-Bas              | Team Sunweb           | 97 pts                |
| 6e                    | Ilnur Zakarin         | Russie                | Katusha-Alpecin       | 93 pts                |
| 7e                    | Miguel Ángel López    | Colombie              | Astana                | 90 pts                |
| 8e                    | José Joaquín Rojas    | Espagne               | Movistar Team         | 70 pts                |
| 9e                    | Michael Woods         | Canada                | Cannondale-Drapac     | 61 pts                |
| 10e                   | Esteban Chaves        | Colombie              | Orica-Scott           | 61 pts                |

| Classement de la montagne | Classement de la montagne | Classement de la montagne | Classement de la montagne | Classement de la montagne |
| Coureur                   | Coureur                   | Pays                      | Équipe                    | Points                    |
| ------------------------- | ------------------------- | ------------------------- | ------------------------- | ------------------------- |
| 1er                       | Davide Villella           | Italie                    | Cannondale-Drapac         | 67 pts                    |
| 2e                        | Miguel Ángel López        | Colombie                  | Astana                    | 47 pts                    |
| 3e                        | Christopher Froome        | Royaume-Uni               | Team Sky                  | 35 pts                    |
| 4e                        | José Joaquín Rojas        | Espagne                   | Movistar Team             | 33 pts                    |
| 5e                        | Thomas De Gendt           | Belgique                  | Lotto-Soudal              | 30 pts                    |
| 6e                        | Tomasz Marczyński         | Pologne                   | Lotto-Soudal              | 28 pts                    |
| 7e                        | Rafał Majka               | Pologne                   | Bora-Hansgrohe            | 28 pts                    |
| 8e                        | Stefan Denifl             | Autriche                  | Aqua Blue Sport           | DQ                        |
| 9e                        | Alberto Contador          | Espagne                   | Trek-Segafredo            | 27 pts                    |
| 10e                       | Romain Bardet             | France                    | AG2R La Mondiale          | 25 pts                    |

| Classement de la montagne | Classement de la montagne | Classement de la montagne | Classement de la montagne | Classement de la montagne |
| Coureur                   | Coureur                   | Pays                      | Équipe                    | Points                    |
| ------------------------- | ------------------------- | ------------------------- | ------------------------- | ------------------------- |
| 1er                       | Davide Villella           | Italie                    | Cannondale-Drapac         | 67 pts                    |
| 2e                        | Miguel Ángel López        | Colombie                  | Astana                    | 47 pts                    |
| 3e                        | Christopher Froome        | Royaume-Uni               | Team Sky                  | 35 pts                    |
| 4e                        | José Joaquín Rojas        | Espagne                   | Movistar Team             | 33 pts                    |
| 5e                        | Thomas De Gendt           | Belgique                  | Lotto-Soudal              | 30 pts                    |
| 6e                        | Tomasz Marczyński         | Pologne                   | Lotto-Soudal              | 28 pts                    |
| 7e                        | Rafał Majka               | Pologne                   | Bora-Hansgrohe            | 28 pts                    |
| 8e                        | Stefan Denifl             | Autriche                  | Aqua Blue Sport           | DQ                        |
| 9e                        | Alberto Contador          | Espagne                   | Trek-Segafredo            | 27 pts                    |
| 10e                       | Romain Bardet             | France                    | AG2R La Mondiale          | 25 pts                    |

| Classement du combiné | Classement du combiné | Classement du combiné | Classement du combiné | Classement du combiné |
| Coureur               | Coureur               | Pays                  | Équipe                | Points                |
| --------------------- | --------------------- | --------------------- | --------------------- | --------------------- |
| 1er                   | Christopher Froome    | Royaume-Uni           | Team Sky              | 5 pts                 |
| 2e                    | Miguel Ángel López    | Colombie              | Astana                | 17 pts                |
| 3e                    | Alberto Contador      | Espagne               | Trek-Segafredo        | 18 pts                |
| 4e                    | Ilnur Zakarin         | Russie                | Katusha-Alpecin       | 20 pts                |
| 5e                    | Vincenzo Nibali       | Italie                | Bahrain-Merida        | 22 pts                |
| 6e                    | Wilco Kelderman       | Pays-Bas              | Team Sunweb           | 27 pts                |
| 7e                    | José Joaquín Rojas    | Espagne               | Movistar Team         | 34 pts                |
| 8e                    | Esteban Chaves        | Colombie              | Orica-Scott           | 37 pts                |
| 9e                    | Wout Poels            | Pays-Bas              | Team Sky              | 40 pts                |
| 10e                   | Romain Bardet         | France                | AG2R La Mondiale      | 45 pts                |

| Classement du combiné | Classement du combiné | Classement du combiné | Classement du combiné | Classement du combiné |
| Coureur               | Coureur               | Pays                  | Équipe                | Points                |
| --------------------- | --------------------- | --------------------- | --------------------- | --------------------- |
| 1er                   | Christopher Froome    | Royaume-Uni           | Team Sky              | 5 pts                 |
| 2e                    | Miguel Ángel López    | Colombie              | Astana                | 17 pts                |
| 3e                    | Alberto Contador      | Espagne               | Trek-Segafredo        | 18 pts                |
| 4e                    | Ilnur Zakarin         | Russie                | Katusha-Alpecin       | 20 pts                |
| 5e                    | Vincenzo Nibali       | Italie                | Bahrain-Merida        | 22 pts                |
| 6e                    | Wilco Kelderman       | Pays-Bas              | Team Sunweb           | 27 pts                |
| 7e                    | José Joaquín Rojas    | Espagne               | Movistar Team         | 34 pts                |
| 8e                    | Esteban Chaves        | Colombie              | Orica-Scott           | 37 pts                |
| 9e                    | Wout Poels            | Pays-Bas              | Team Sky              | 40 pts                |
| 10e                   | Romain Bardet         | France                | AG2R La Mondiale      | 45 pts                |

| Classement par équipes | Classement par équipes | Classement par équipes | Classement par équipes |
| Équipe                 | Équipe                 | Pays                   | Temps                  |
| ---------------------- | ---------------------- | ---------------------- | ---------------------- |
| 1re                    | Astana                 | Kazakhstan             | 247 h 16 min 21 s      |
| 2e                     | Movistar Team          | Espagne                | + 6 min 16 s           |
| 3e                     | Sky                    | Royaume-Uni            | + 8 min 12 s           |
| 4e                     | UAE Team Emirates      | Émirats arabes unis    | + 49 min 02 s          |
| 5e                     | Lotto NL-Jumbo         | Pays-Bas               | + 1 h 07 min 28 s      |
| 6e                     | Orica-Scott            | Australie              | + 1 h 35 min 21 s      |
| 7e                     | Bahrain-Merida         | Bahreïn                | + 2 h 02 min 09 s      |
| 8e                     | Caja Rural-Seguros RGA | Espagne                | + 2 h 07 min 45 s      |
| 9e                     | BMC Racing Team        | États-Unis             | + 2 h 10 min 38 s      |
| 10e                    | Quick-Step Floors      | Belgique               | + 2 h 28 min 01 s      |

| Classement par équipes | Classement par équipes | Classement par équipes | Classement par équipes |
| Équipe                 | Équipe                 | Pays                   | Temps                  |
| ---------------------- | ---------------------- | ---------------------- | ---------------------- |
| 1re                    | Astana                 | Kazakhstan             | 247 h 16 min 21 s      |
| 2e                     | Movistar Team          | Espagne                | + 6 min 16 s           |
| 3e                     | Sky                    | Royaume-Uni            | + 8 min 12 s           |
| 4e                     | UAE Team Emirates      | Émirats arabes unis    | + 49 min 02 s          |
| 5e                     | Lotto NL-Jumbo         | Pays-Bas               | + 1 h 07 min 28 s      |
| 6e                     | Orica-Scott            | Australie              | + 1 h 35 min 21 s      |
| 7e                     | Bahrain-Merida         | Bahreïn                | + 2 h 02 min 09 s      |
| 8e                     | Caja Rural-Seguros RGA | Espagne                | + 2 h 07 min 45 s      |
| 9e                     | BMC Racing Team        | États-Unis             | + 2 h 10 min 38 s      |
| 10e                    | Quick-Step Floors      | Belgique               | + 2 h 28 min 01 s      |

## Évolution des classements
| Étape              | Vainqueur          | Classement général | Classement par points | Classement de la montagne | Classement du combiné | Classement par équipes | Meilleur jeune     | Prix de la combativité |
| ------------------ | ------------------ | ------------------ | --------------------- | ------------------------- | --------------------- | ---------------------- | ------------------ | ---------------------- |
| 1                  | BMC Racing         | Rohan Dennis       | Non décerné           | Nicolas Roche             | Daniel Oss            | BMC Racing             | Bob Jungels        | Non décerné            |
| 2                  | Yves Lampaert      | Yves Lampaert      | Yves Lampaert         | Nicolas Roche             | Daniel Oss            | Quick-Step Floors      | Julian Alaphilippe | Markel Irizar          |
| 3                  | Vincenzo Nibali    | Christopher Froome | Vincenzo Nibali       | Davide Villella           | Christopher Froome    | Orica-Scott            | Adam Yates         | Alexandre Geniez       |
| 4                  | Matteo Trentin     | Christopher Froome | Matteo Trentin        | Davide Villella           | Christopher Froome    | Orica-Scott            | Adam Yates         | Diego Rubio Hernández  |
| 5                  | Alexey Lutsenko    | Christopher Froome | Matteo Trentin        | Davide Villella           | Christopher Froome    | Astana                 | Adam Yates         | Alexey Lutsenko        |
| 6                  | Tomasz Marczyński  | Christopher Froome | Matteo Trentin        | Davide Villella           | Christopher Froome    | Astana                 | Adam Yates         | Enric Mas              |
| 7                  | Matej Mohorič      | Christopher Froome | Matteo Trentin        | Davide Villella           | Christopher Froome    | Movistar               | Adam Yates         | Luis Ángel Maté        |
| 8                  | Julian Alaphilippe | Christopher Froome | Matteo Trentin        | Davide Villella           | Christopher Froome    | Movistar               | Adam Yates         | Przemysław Niemiec     |
| 9                  | Christopher Froome | Christopher Froome | Christopher Froome    | Davide Villella           | Christopher Froome    | Movistar               | Adam Yates         | Marc Soler             |
| 10                 | Matteo Trentin     | Christopher Froome | Matteo Trentin        | Davide Villella           | Christopher Froome    | Movistar               | Adam Yates         | Matteo Trentin         |
| 11                 | Miguel Ángel López | Christopher Froome | Matteo Trentin        | Davide Villella           | Christopher Froome    | Movistar               | Miguel Ángel López | Romain Bardet          |
| 12                 | Tomasz Marczyński  | Christopher Froome | Matteo Trentin        | Davide Villella           | Christopher Froome    | Movistar               | Miguel Ángel López | Omar Fraile            |
| 13                 | Matteo Trentin     | Christopher Froome | Matteo Trentin        | Davide Villella           | Christopher Froome    | Astana                 | Miguel Ángel López | Thomas De Gendt        |
| 14                 | Rafał Majka        | Christopher Froome | Matteo Trentin        | Davide Villella           | Christopher Froome    | Astana                 | Miguel Ángel López | Luis Ángel Maté        |
| 15                 | Miguel Ángel López | Christopher Froome | Christopher Froome    | Davide Villella           | Christopher Froome    | Astana                 | Miguel Ángel López | Sander Armée           |
| 16                 | Christopher Froome | Christopher Froome | Christopher Froome    | Davide Villella           | Christopher Froome    | Astana                 | Miguel Ángel López | Christopher Froome     |
| 17                 | Stefan Denifl      | Christopher Froome | Christopher Froome    | Davide Villella           | Christopher Froome    | Astana                 | Miguel Ángel López | Daniel Moreno          |
| 18                 | Sander Armée       | Christopher Froome | Christopher Froome    | Davide Villella           | Christopher Froome    | Astana                 | Miguel Ángel López | José Joaquín Rojas     |
| 19                 | Thomas De Gendt    | Christopher Froome | Christopher Froome    | Davide Villella           | Christopher Froome    | Astana                 | Miguel Ángel López | Daniel Navarro         |
| 20                 | Alberto Contador   | Christopher Froome | Christopher Froome    | Davide Villella           | Christopher Froome    | Astana                 | Miguel Ángel López | Enric Mas              |
| 21                 | Matteo Trentin     | Christopher Froome | Christopher Froome    | Davide Villella           | Christopher Froome    | Astana                 | Miguel Ángel López | Non décerné            |
| Classements finals | Classements finals | Christopher Froome | Christopher Froome    | Davide Villella           | Christopher Froome    | Astana                 | Miguel Ángel López | Alberto Contador       |

### UCI World Tour
Le barème des points du classement World Tour sur ce Tour d'Espagne est le suivant :
| Position                   | 1er | 2e  | 3e  | 4e  | 5e  | 6e  | 7e  | 8e  | 9e  | 10e | 11e | 12e | 13e | 14e | 15e | 16e | 17e | 18e | 19e | 20e | 21e à 25e | 26e à 30e | 31e à 40e | 41e à 50e | 51e à 55e | 56e à 60e |
| -------------------------- | --- | --- | --- | --- | --- | --- | --- | --- | --- | --- | --- | --- | --- | --- | --- | --- | --- | --- | --- | --- | --------- | --------- | --------- | --------- | --------- | --------- |
| Classement général         | 850 | 680 | 575 | 460 | 380 | 320 | 260 | 220 | 180 | 140 | 120 | 100 | 84  | 68  | 60  | 56  | 52  | 48  | 44  | 40  | 32        | 24        | 20        | 16        | 12        | 8         |
| Par étapes                 | 100 | 40  | 20  | 12  | 4   |     |     |     |     |     |     |     |     |     |     |     |     |     |     |     |           |           |           |           |           |           |
| Classements finals annexes | 100 | 40  | 20  |     |     |     |     |     |     |     |     |     |     |     |     |     |     |     |     |     |           |           |           |           |           |           |
| Leader par étapes          | 20  |     |     |     |     |     |     |     |     |     |     |     |     |     |     |     |     |     |     |     |           |           |           |           |           |           |

## Liste des participants
- Liste de départ complète

| Légende                          | Légende                                                                                                  | Légende                             | Légende                                                                                          |
| -------------------------------- | --- | ----------------------------------- | ------------------------------------------------------------------------------------------------ |
| Num                              | Dossard de départ porté par le coureur sur cette Vuelta                                                  | Pos.                                | Position finale au classement général                                                            |
| Leader du classement général     | Indique le vainqueur du classement général                                                               | Leader du classement de la montagne | Indique le vainqueur du classement de la montagne                                                |
| Leader du classement par points  | Indique le vainqueur du classement par points                                                            | Leader du classement du combiné     | Indique le vainqueur du classement du combiné                                                    |
| Leader du classement par équipes | Indique la meilleure équipe                                                                              |                                     | Indique un maillot de champion national ou mondial, suivi de sa spécialité                       |
| NP                               | Indique un coureur qui n'a pas pris le départ d'une étape, suivi du numéro de l'étape où il s'est retiré | AB                                  | Indique un coureur qui n'a pas terminé une étape, suivie du numéro de l'étape où il s'est retiré |
| HD                               | Indique un coureur qui a terminé une étape hors des délais, suivi du numéro de l'étape                   | EX                                  | Indique un coureur exclu pour non-respect du règlement                                           |

| Trek-Segafredo TFS                                  | Trek-Segafredo TFS             | Trek-Segafredo TFS |
| --------------------------------------------------- | ------------------------------ | ------------------ |
| Num                                                 | Coureur                        | Pos                |
| 1                                                   | Alberto Contador (ESP)         | 5e                 |
| 2                                                   | Edward Theuns (BEL)            | 91e                |
| 3                                                   | Markel Irizar (ESP)            | 119e               |
| 4                                                   | Julien Bernard (FRA)           | 85e                |
| 5                                                   | Jesús Hernández Blázquez (ESP) | 64e                |
| 6                                                   | Jarlinson Pantano (COL) (Clm)  | 33e                |
| 7                                                   | John Degenkolb (GER)           | NP-5               |
| 8                                                   | Koen de Kort (NED)             | 77e                |
| 9                                                   | Peter Stetina (USA)            | 31e                |
| Directeurs sportifs : Steven de Jongh et Dirk Demol |                                |                    |

| Quick-Step Floors QST                                   | Quick-Step Floors QST     | Quick-Step Floors QST |
| ------------------------------------------------------- | ------------------------- | --------------------- |
| Num                                                     | Coureur                   | Pos                   |
| 11                                                      | David de la Cruz (ESP)    | AB-20                 |
| 12                                                      | Julian Alaphilippe (FRA)  | 68e                   |
| 13                                                      | Eros Capecchi (ITA)       | 104e                  |
| 14                                                      | Tim Declercq (BEL)        | 129e                  |
| 15                                                      | Bob Jungels (LUX) (Route) | 42e                   |
| 16                                                      | Enric Mas (ESP)           | 71e                   |
| 17                                                      | Yves Lampaert (BEL) (Clm) | 136e                  |
| 18                                                      | Niki Terpstra (NED)       | 130e                  |
| 19                                                      | Matteo Trentin (ITA)      | 84e                   |
| Directeurs sportifs : Rik Van Slycke et Geert Van Bondt |                           |                       |

| Sky SKY                              | Sky SKY                   | Sky SKY |
| ------------------------------------ | ------------------------- | ------- |
| Num                                  | Coureur                   | Pos     |
| 21                                   | Christopher Froome (GBR)  | 1er     |
| 22                                   | Christian Knees (GER)     | 124e    |
| 23                                   | Salvatore Puccio (ITA)    | 78e     |
| 24                                   | David López García (ESP)  | 66e     |
| 25                                   | Gianni Moscon (ITA) (Clm) | 27e     |
| 26                                   | Mikel Nieve (ESP)         | 16e     |
| 27                                   | Wout Poels (NED)          | 6e      |
| 28                                   | Diego Rosa (ITA)          | 53e     |
| 29                                   | Ian Stannard (GBR)        | 148e    |
| Directeurs sportifs : Nicolas Portal |                           |         |

| BMC Racing BMC                                             | BMC Racing BMC             | BMC Racing BMC |
| ---------------------------------------------------------- | -------------------------- | -------------- |
| Num                                                        | Coureur                    | Pos            |
| 31                                                         | Damiano Caruso (ITA)       | 109e           |
| 32                                                         | Alessandro De Marchi (ITA) | 70e            |
| 33                                                         | Rohan Dennis (AUS) (Clm)   | NP-16          |
| 34                                                         | Kilian Frankiny (SUI)      | NP-16          |
| 35                                                         | Daniel Oss (ITA)           | NP-17          |
| 36                                                         | Nicolas Roche (IRL)        | 14e            |
| 37                                                         | Loïc Vliegen (BEL)         | 112e           |
| 38                                                         | Tejay van Garderen (USA)   | 10e            |
| 39                                                         | Francisco Ventoso (ESP)    | 92e            |
| Directeurs sportifs : Yvon Ledanois et Maximilian Sciandri |                            |                |

| Orica-Scott ORS                                         | Orica-Scott ORS               | Orica-Scott ORS |
| ------------------------------------------------------- | ----------------------------- | --------------- |
| Num                                                     | Coureur                       | Pos             |
| 41                                                      | Esteban Chaves (COL)          | 11e             |
| 42                                                      | Sam Bewley (NZL)              | 143e            |
| 43                                                      | Jack Haig (AUS)               | 21e             |
| 44                                                      | Magnus Cort Nielsen (DEN)     | 126e            |
| 45                                                      | Christopher Juul Jensen (DEN) | 107e            |
| 46                                                      | Svein Tuft (CAN) (Clm)        | NP-16           |
| 47                                                      | Carlos Verona (ESP)           | 73e             |
| 48                                                      | Adam Yates (GBR)              | 34e             |
| 49                                                      | Simon Yates (GBR)             | 44e             |
| Directeurs sportifs : Neil Stephens et David McPartland |                               |                 |

| Movistar MOV                                                          | Movistar MOV                  | Movistar MOV |
| --------------------------------------------------------------------- | ----------------------------- | ------------ |
| Num                                                                   | Coureur                       | Pos          |
| 51                                                                    | Jorge Arcas (ESP)             | AB-12        |
| 52                                                                    | Carlos Betancur (COL)         | NP-7         |
| 53                                                                    | Richard Carapaz (ECU)         | 36e          |
| 54                                                                    | Rubén Fernández Andújar (ESP) | AB-15        |
| 55                                                                    | Daniel Moreno (ESP)           | 18e          |
| 56                                                                    | Nélson Oliveira (POR)         | 47e          |
| 57                                                                    | Antonio Pedrero (ESP)         | 51e          |
| 58                                                                    | José Joaquín Rojas (ESP)      | 22e          |
| 59                                                                    | Marc Soler (ESP)              | 48e          |
| Directeurs sportifs : José Luis Arrieta et José Vicente García Acosta |                               |              |

| Sunweb SUN                                           | Sunweb SUN                 | Sunweb SUN |
| ---------------------------------------------------- | -------------------------- | ---------- |
| Num                                                  | Coureur                    | Pos        |
| 61                                                   | Wilco Kelderman (NED)      | 4e         |
| 62                                                   | Warren Barguil (FRA)       | NP-8       |
| 63                                                   | Johannes Fröhlinger (GER)  | 120e       |
| 64                                                   | Chad Haga (USA)            | 98e        |
| 65                                                   | Chris Hamilton (AUS)       | 121e       |
| 66                                                   | Lennard Hofstede (NED)     | AB-12      |
| 67                                                   | Lennard Kämna (GER)        | NP-17      |
| 68                                                   | Søren Kragh Andersen (DEN) | 106e       |
| 69                                                   | Sam Oomen (NED)            | AB-14      |
| Directeurs sportifs : Marc Reef et Arthur van Dongen |                            |            |

| Bora-Hansgrohe BOH                                      | Bora-Hansgrohe BOH        | Bora-Hansgrohe BOH |
| ------------------------------------------------------- | ------------------------- | ------------------ |
| Num                                                     | Coureur                   | Pos                |
| 71                                                      | Rafał Majka (POL)         | 39e                |
| 72                                                      | Emanuel Buchmann (GER)    | 65e                |
| 73                                                      | Michal Kolář (SVK)        | AB-2               |
| 74                                                      | Cesare Benedetti (ITA)    | AB-8               |
| 75                                                      | Patrick Konrad (AUT)      | 96e                |
| 76                                                      | Christoph Pfingsten (GER) | 142e               |
| 77                                                      | Paweł Poljański (POL)     | 67e                |
| 78                                                      | Andreas Schillinger (GER) | 144e               |
| 79                                                      | Michael Schwarzmann (GER) | 154e               |
| Directeurs sportifs : Steffen Radochla et André Schulze |                           |                    |

| AG2R La Mondiale ALM                                 | AG2R La Mondiale ALM     | AG2R La Mondiale ALM |
| ---------------------------------------------------- | ------------------------ | -------------------- |
| Num                                                  | Coureur                  | Pos                  |
| 81                                                   | Romain Bardet (FRA)      | 17e                  |
| 82                                                   | Clément Chevrier (FRA)   | 61e                  |
| 83                                                   | Nico Denz (GER)          | NP-16                |
| 84                                                   | Axel Domont (FRA)        | NP-14                |
| 85                                                   | Julien Duval (FRA)       | 108e                 |
| 86                                                   | Alexandre Geniez (FRA)   | NP-16                |
| 87                                                   | Alexis Gougeard (FRA)    | 99e                  |
| 88                                                   | Hugo Houle (CAN)         | 115e                 |
| 89                                                   | Domenico Pozzovivo (ITA) | AB-11                |
| Directeurs sportifs : Julien Jurdie et Didier Jannel |                          |                      |

| Cannondale-Drapac CDT                                   | Cannondale-Drapac CDT  | Cannondale-Drapac CDT |
| ------------------------------------------------------- | ---------------------- | --------------------- |
| Num                                                     | Coureur                | Pos                   |
| 91                                                      | Michael Woods (CAN)    | 7e                    |
| 92                                                      | Brendan Canty (AUS)    | 113e                  |
| 93                                                      | Simon Clarke (AUS)     | 74e                   |
| 94                                                      | Joe Dombrowski (USA)   | 101e                  |
| 95                                                      | Thomas Scully (NZL)    | 153e                  |
| 96                                                      | Toms Skujiņš (LAT)     | 123e                  |
| 97                                                      | William Clarke (AUS)   | 157e                  |
| 98                                                      | Davide Villella (ITA)  | 97e                   |
| 99                                                      | Tom Van Asbroeck (BEL) | 133e                  |
| Directeurs sportifs : Juan Manuel Gárate et Tom Southam |                        |                       |

| Katusha-Alpecin KAT                                        | Katusha-Alpecin KAT       | Katusha-Alpecin KAT |
| ---------------------------------------------------------- | ------------------------- | ------------------- |
| Num                                                        | Coureur                   | Pos                 |
| 101                                                        | Ilnur Zakarin (RUS) (Clm) | 3e                  |
| 102                                                        | Maxim Belkov (RUS)        | 134e                |
| 103                                                        | Sven Erik Bystrøm (NOR)   | AB-7                |
| 104                                                        | José Gonçalves (POR)      | AB-6                |
| 105                                                        | Marco Haller (AUT)        | 118e                |
| 106                                                        | Alberto Losada (ESP)      | 72e                 |
| 107                                                        | Michael Mørkøv (DEN)      | 137e                |
| 108                                                        | Matvey Mamykin (RUS)      | AB-19               |
| 109                                                        | Rein Taaramäe (EST)       | 147e                |
| Directeurs sportifs : Dimitri Konyshev et Xavier Florencio |                           |                     |

| Lotto NL-Jumbo TLJ                     | Lotto NL-Jumbo TLJ      | Lotto NL-Jumbo TLJ |
| -------------------------------------- | ----------------------- | ------------------ |
| Num                                    | Coureur                 | Pos                |
| 111                                    | Steven Kruijswijk (NED) | 9e                 |
| 112                                    | George Bennett (NZL)    | NP-12              |
| 113                                    | Antwan Tolhoek (NED)    | 28e                |
| 114                                    | Koen Bouwman (NED)      | 41e                |
| 115                                    | Stef Clement (NED)      | 29e                |
| 116                                    | Floris De Tier (BEL)    | 62e                |
| 117                                    | Bert-Jan Lindeman (NED) | 110e               |
| 118                                    | Juan José Lobato (ESP)  | 114e               |
| 119                                    | Daan Olivier (NED)      | 60e                |
| Directeurs sportifs : Grischa Niermann |                         |                    |

| UAE Emirates UAD                                        | UAE Emirates UAD         | UAE Emirates UAD |
| ------------------------------------------------------- | ------------------------ | ---------------- |
| Num                                                     | Coureur                  | Pos              |
| 121                                                     | Rui Costa (POR)          | 43e              |
| 122                                                     | Darwin Atapuma (COL)     | 20e              |
| 123                                                     | Anass Aït El Abdia (MAR) | AB-2             |
| 124                                                     | Louis Meintjes (RSA)     | 12e              |
| 125                                                     | Sacha Modolo (ITA)       | 131e             |
| 126                                                     | Matej Mohorič (SLO)      | 30e              |
| 127                                                     | Przemysław Niemiec (POL) | 86e              |
| 128                                                     | Jan Polanc (SLO) (Clm)   | 38e              |
| 129                                                     | Federico Zurlo (ITA)     | 149e             |
| Directeurs sportifs : Simone Pedrazzini et Bruno Vicino |                          |                  |

| Astana AST                                             | Astana AST               | Astana AST |
| ------------------------------------------------------ | ------------------------ | ---------- |
| Num                                                    | Coureur                  | Pos        |
| 131                                                    | Fabio Aru (ITA) (Route)  | 13e        |
| 132                                                    | Peio Bilbao (ESP)        | 23e        |
| 133                                                    | Sergey Chernetskiy (RUS) | 94e        |
| 134                                                    | Laurens De Vreese (BEL)  | 122e       |
| 135                                                    | Jesper Hansen (DEN)      | AB-8       |
| 136                                                    | Miguel Ángel López (COL) | 8e         |
| 137                                                    | Alexey Lutsenko (KAZ)    | 75e        |
| 138                                                    | Luis León Sánchez (ESP)  | 32e        |
| 139                                                    | Nikita Stalnov (KAZ)     | 145e       |
| Directeurs sportifs : Alexandr Shefer et Dimitri Sedun |                          |            |

| Lotto-Soudal LTS                                  | Lotto-Soudal LTS        | Lotto-Soudal LTS |
| ------------------------------------------------- | ----------------------- | ---------------- |
| Num                                               | Coureur                 | Pos              |
| 141                                               | Sander Armée (BEL)      | 19e              |
| 142                                               | Bart De Clercq (BEL)    | 40e              |
| 143                                               | Thomas De Gendt (BEL)   | 57e              |
| 144                                               | Jens Debusschere (BEL)  | AB-9             |
| 145                                               | Tomasz Marczyński (POL) | 55e              |
| 146                                               | Rémy Mertz (BEL)        | 150e             |
| 147                                               | Maxime Monfort (BEL)    | NP-18            |
| 148                                               | Jelle Wallays (BEL)     | 151e             |
| 149                                               | Adam Hansen (AUS)       | 95e              |
| Directeurs sportifs : Mario Aerts et Marc Wauters |                         |                  |

| Bahrain-Merida TBM                                     | Bahrain-Merida TBM      | Bahrain-Merida TBM |
| ------------------------------------------------------ | ----------------------- | ------------------ |
| Num                                                    | Coureur                 | Pos                |
| 151                                                    | Vincenzo Nibali (ITA)   | 2e                 |
| 152                                                    | Valerio Agnoli (ITA)    | 79e                |
| 153                                                    | Manuele Boaro (ITA)     | 116e               |
| 154                                                    | Iván García (ESP)       | 100e               |
| 155                                                    | Javier Moreno (ESP)     | AB-2               |
| 156                                                    | Antonio Nibali (ITA)    | 102e               |
| 157                                                    | Domen Novak (SLO)       | 105e               |
| 158                                                    | Franco Pellizotti (ITA) | 25e                |
| 159                                                    | Giovanni Visconti (ITA) | 46e                |
| Directeurs sportifs : Alberto Volpi et Gorazd Štangelj |                         |                    |

| FDJ                                                    | FDJ                           | FDJ   |
| ------------------------------------------------------ | ----------------------------- | ----- |
| Num                                                    | Coureur                       | Pos   |
| 161                                                    | Arnaud Courteille (FRA)       | 103e  |
| 162                                                    | Marc Fournier (FRA)           | AB-3  |
| 163                                                    | Daniel Hoelgaard (NOR)        | 125e  |
| 164                                                    | Johan Le Bon (FRA)            | AB-9  |
| 165                                                    | Tobias Ludvigsson (SWE) (Clm) | 59e   |
| 166                                                    | Jérémy Maison (FRA)           | 63e   |
| 167                                                    | Lorrenzo Manzin (FRA)         | 156e  |
| 168                                                    | Anthony Roux (FRA)            | 52e   |
| 169                                                    | Odd Christian Eiking (NOR)    | AB-21 |
| Directeurs sportifs : Thierry Bricaud et Franck Pineau |                               |       |

| Dimension Data DDD                                       | Dimension Data DDD               | Dimension Data DDD |
| -------------------------------------------------------- | -------------------------------- | ------------------ |
| Num                                                      | Coureur                          | Pos                |
| 171                                                      | Igor Antón (ESP)                 | 35e                |
| 172                                                      | Nicolas Dougall (RSA)            | AB-6               |
| 173                                                      | Youcef Reguigui (ALG) (Route)    | AB-5               |
| 174                                                      | Omar Fraile (ESP)                | AB-13              |
| 175                                                      | Jacques Janse van Rensburg (RSA) | 82e                |
| 176                                                      | Benjamin King (USA)              | NP-3               |
| 177                                                      | Merhawi Kudus (ERI)              | AB-7               |
| 178                                                      | Lachlan Morton (AUS)             | 90e                |
| 179                                                      | Serge Pauwels (BEL)              | NP-12              |
| Directeurs sportifs : Alex Sans Vega et Bingen Fernández |                                  |                    |

| Cofidis COF                                                    | Cofidis COF               | Cofidis COF |
| -------------------------------------------------------------- | ------------------------- | ----------- |
| Num                                                            | Coureur                   | Pos         |
| 181                                                            | Guillaume Bonnafond (FRA) | 88e         |
| 182                                                            | Luis Ángel Maté (ESP)     | 24e         |
| 183                                                            | Daniel Navarro (ESP)      | 81e         |
| 184                                                            | Anthony Perez (FRA)       | 80e         |
| 185                                                            | Stéphane Rossetto (FRA)   | 54e         |
| 186                                                            | Anthony Turgis (FRA)      | 117e        |
| 187                                                            | Jimmy Turgis (FRA)        | AB-15       |
| 188                                                            | Jonas Van Genechten (BEL) | AB-7        |
| 189                                                            | Kenneth Vanbilsen (BEL)   | 146e        |
| Directeurs sportifs : Christian Guiberteau et Jean-Luc Jonrond |                           |             |

| Caja Rural-Seguros RGA CJR                                        | Caja Rural-Seguros RGA CJR  | Caja Rural-Seguros RGA CJR |
| ----------------------------------------------------------------- | --------------------------- | -------------------------- |
| Num                                                               | Coureur                     | Pos                        |
| 191                                                               | Sergio Pardilla (ESP)       | 15e                        |
| 192                                                               | David Arroyo (ESP)          | 89e                        |
| 193                                                               | Fabricio Ferrari (URU)      | 56e                        |
| 194                                                               | Lluís Mas (ESP)             | 83e                        |
| 195                                                               | Rafael Reis (POR)           | 132e                       |
| 196                                                               | Jaime Rosón (ESP)           | 26e                        |
| 197                                                               | Diego Rubio Hernández (ESP) | 127e                       |
| 198                                                               | Héctor Sáez (ESP)           | 76e                        |
| 199                                                               | Nick Schultz (AUS)          | 111e                       |
| Directeurs sportifs : Eugenio Goikoetxea et José Miguel Fernández |                             |                            |

| Aqua Blue Sport ABS                               | Aqua Blue Sport ABS       | Aqua Blue Sport ABS |
| ------------------------------------------------- | ------------------------- | ------------------- |
| Num                                               | Coureur                   | Pos                 |
| 201                                               | Adam Blythe (GBR)         | 155e                |
| 202                                               | Mark Christian (GBR)      | 138e                |
| 203                                               | Stefan Denifl (AUT)       | DSQ                 |
| 204                                               | Aaron Gate (NZL)          | 140e                |
| 205                                               | Lasse Norman Hansen (DEN) | 139e                |
| 206                                               | Michel Kreder (NED)       | 128e                |
| 207                                               | Lawrence Warbasse (USA)   | AB-7                |
| 208                                               | Peter Koning (NED)        | 141e                |
| 209                                               | Conor Dunne (IRL)         | 158e                |
| Directeurs sportifs : Nicki Sørensen et Tim Barry |                           |                     |

| Manzana Postobón MZN                                                     | Manzana Postobón MZN     | Manzana Postobón MZN |
| ------------------------------------------------------------------------ | ------------------------ | -------------------- |
| Num                                                                      | Coureur                  | Pos                  |
| 211                                                                      | Aldemar Reyes (COL)      | 45e                  |
| 212                                                                      | Hernán Aguirre (COL)     | 37e                  |
| 213                                                                      | Hernando Bohórquez (COL) | 93e                  |
| 214                                                                      | Fernando Orjuela (COL)   | 135e                 |
| 215                                                                      | Juan Felipe Osorio (COL) | 87e                  |
| 216                                                                      | Sebastián Molano (COL)   | 152e                 |
| 217                                                                      | Bernardo Suaza (COL)     | 49e                  |
| 218                                                                      | Ricardo Vilela (POR)     | 50e                  |
| 219                                                                      | Jetse Bol (NED)          | 69e                  |
| Directeurs sportifs : Luis Fernando Saldarriaga et Óscar de Jesús Vargas |                          |                      |